# TrialGP
|  | «Campionat del Món de trial» redirigeix aquí. Vegeu-ne altres significats a «Campionat del Món de trial (desambiguació)». |

TrialGP és el nom amb què es coneix des del 2017 el Campionat del Món de trial a l'aire lliure. Anomenat oficialment FIM Trial World Championship i regulat per la FIM, és la màxima competició internacional de trial. El campionat ha tingut diversos noms i formats al llarg de la història, passant de ser un torneig de poques proves a un campionat europeu consolidat a la fi de la dècada de 1960, fins a esdevenir una competició d'àmbit mundial el 1975.

## Historial

### Màster Internacional de Trial - Challenge Henry Groutards
| Edició | Any  | Campió        | Motocicleta |
| ------ | ---- | ------------- | ----------- |
| I      | 1964 | Don Smith     | Greeves     |
| II     | 1965 | Gustav Franke | Zündapp     |
| III    | 1966 | Gustav Franke | Zündapp     |
| IV     | 1967 | Don Smith     | Greeves     |

1. ↑  L'any 1963 se'n va celebrar una edició prèvia reservada a equips nacionals, resultant guanyadora la selecció belga formada pels pilots Claude Vanstenagen, Jean-Luc Colson i René Lageot, tots tres amb Greeves.[1]

### Campionat d'Europa de Trial
| Edició | Any  | Campió           | Motocicleta |
| ------ | ---- | ---------------- | ----------- |
| I      | 1968 | Sammy Miller     | Bultaco     |
| II     | 1969 | Don Smith        | Montesa     |
| III    | 1970 | Sammy Miller     | Bultaco     |
| IV     | 1971 | Mick Andrews     | OSSA        |
| V      | 1972 | Mick Andrews     | OSSA        |
| VI     | 1973 | Martin Lampkin   | Bultaco     |
| VII    | 1974 | Malcolm Rathmell | Bultaco     |

Notes
1. ↑  D'ençà de 1992 la UEM organitza un nou Campionat d'Europa de trial que cal no confondre amb aquest històric Campionat d'Europa de trial, ja que el nou campionat s'adreça a pilots novells mentre l'antic anava destinat als millors pilots de l'època, i si es limitava a Europa era pel fet que el trial es practicava aleshores només en aquest continent.
2. ↑  L'any 1974 el campionat es va anomenar també Campionat Euro-Americà de Trial.[2]

### Campionat del Món de Trial
A 1 de setembre del 2024
| Edició  | Any  | Campió            | Motocicleta |
| ------- | ---- | ----------------- | ----------- |
| I       | 1975 | Martin Lampkin    | Bultaco     |
| II      | 1976 | Yrjo Vesterinen   | Bultaco     |
| III     | 1977 | Yrjo Vesterinen   | Bultaco     |
| IV      | 1978 | Yrjo Vesterinen   | Bultaco     |
| V       | 1979 | Bernie Schreiber  | Bultaco     |
| VI      | 1980 | Ulf Karlson       | Montesa     |
| VII     | 1981 | Gilles Burgat     | SWM         |
| VIII    | 1982 | Eddy Lejeune      | Honda       |
| IX      | 1983 | Eddy Lejeune      | Honda       |
| X       | 1984 | Eddy Lejeune      | Honda       |
| XI      | 1985 | Thierry Michaud   | Fantic      |
| XII     | 1986 | Thierry Michaud   | Fantic      |
| XIII    | 1987 | Jordi Tarrés      | Beta        |
| XIV     | 1988 | Thierry Michaud   | Fantic      |
| XV      | 1989 | Jordi Tarrés      | Beta        |
| XVI     | 1990 | Jordi Tarrés      | Beta        |
| XVII    | 1991 | Jordi Tarrés      | Beta        |
| XVIII   | 1992 | Tommi Ahvala      | Aprilia     |
| XIX     | 1993 | Jordi Tarrés      | Gas Gas     |
| XX      | 1994 | Jordi Tarrés      | Gas Gas     |
| XXI     | 1995 | Jordi Tarrés      | Gas Gas     |
| XXII    | 1996 | Marc Colomer      | Montesa     |
| XXIII   | 1997 | Dougie Lampkin    | Beta        |
| XXIV    | 1998 | Dougie Lampkin    | Beta        |
| XXV     | 1999 | Dougie Lampkin    | Beta        |
| XXVI    | 2000 | Dougie Lampkin    | Montesa-HRC |
| XXVII   | 2001 | Dougie Lampkin    | Montesa-HRC |
| XXVIII  | 2002 | Dougie Lampkin    | Montesa-HRC |
| XXIX    | 2003 | Dougie Lampkin    | Montesa-HRC |
| XXX     | 2004 | Takahisa Fujinami | Honda       |
| XXXI    | 2005 | Adam Raga         | Gas Gas     |
| XXXII   | 2006 | Adam Raga         | Gas Gas     |
| XXXIII  | 2007 | Toni Bou          | Montesa-HRC |
| XXXIV   | 2008 | Toni Bou          | Montesa-HRC |
| XXXV    | 2009 | Toni Bou          | Montesa-HRC |
| XXXVI   | 2010 | Toni Bou          | Montesa-HRC |
| XXXVII  | 2011 | Toni Bou          | Montesa-HRC |
| XXXVIII | 2012 | Toni Bou          | Montesa-HRC |
| XXXIX   | 2013 | Toni Bou          | Montesa-HRC |
| XL      | 2014 | Toni Bou          | Montesa-HRC |
| XLI     | 2015 | Toni Bou          | Montesa-HRC |
| XLII    | 2016 | Toni Bou          | Montesa-HRC |
|         |      |                   |             |
| XLIII   | 2017 | Toni Bou          | Montesa-HRC |
| XLIV    | 2018 | Toni Bou          | Montesa-HRC |
| XLV     | 2019 | Toni Bou          | Montesa-HRC |
| XLVI    | 2020 | Toni Bou          | Montesa-HRC |
| XLVII   | 2021 | Toni Bou          | Montesa-HRC |
| XLVIII  | 2022 | Toni Bou          | Montesa-HRC |
| XLIX    | 2023 | Toni Bou          | Montesa-HRC |
| L       | 2024 | Toni Bou          | Montesa-HRC |

1. ↑  Primera edició com a TrialGP.

## Estadístiques
S'han considerat tots els resultats compresos entre el 1964 i el 2024.

### Campions múltiples
| Pilot           | Títols |
| --------------- | ------ |
| Toni Bou        | 18     |
| Jordi Tarrés    | 7      |
| Dougie Lampkin  | 7      |
| Yrjö Vesterinen | 3      |
| Eddy Lejeune    | 3      |
| Thierry Michaud | 3      |
| Don Smith       | 3      |
| Adam Raga       | 2      |
| Martin Lampkin  | 2      |
| Mick Andrews    | 2      |
| Sammy Miller    | 2      |
| Gustav Franke   | 2      |

### Títols per nacionalitat
| País         | Total |
| ------------ | ----- |
| Catalunya    | 28    |
| Regne Unit   | 17    |
| Finlàndia    | 4     |
| França       | 4     |
| Bèlgica      | 3     |
| Alemanya     | 2     |
| Estats Units | 1     |
| Suècia       | 1     |
| Japó         | 1     |
| Total        | 61    |

1. ↑  S'hi compten els aconseguits per pilots d'Irlanda del Nord.

### Títols per marca
| Marca   | Títols |
| ------- | ------ |
| Montesa | 25     |
| Bultaco | 9      |
| Beta    | 7      |
| Gas Gas | 5      |
| Honda   | 4      |
| Fantic  | 3      |
| OSSA    | 2      |
| Zündapp | 2      |
| Greeves | 2      |
| Aprilia | 1      |
| SWM     | 1      |
| Total   | 61     |

1. ↑  S'hi incloeun els de la marca històrica i els de l'actual propietat d'Honda, Montesa-HRC